# International Bureau of Fiscal Documentation

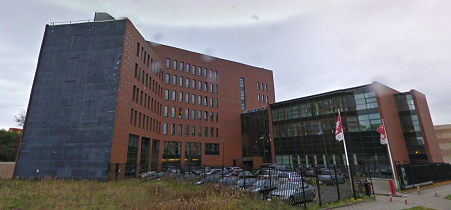
Anciens bureaux de l'IBFD à Amsterdam

L'International Bureau of Fiscal Documentation (IBFD) est un des principaux fournisseurs d'expertises fiscales et de recherche indépendante dans le domaine de la fiscalité.

## Histoire
Créé en 1938 à Amsterdam aux Pays-Bas par un groupe de quatre chercheurs, l'objectif de ce bureau est de fournir des informations concernant l'application du droit fiscal et de stimuler le développement de la science fiscale. L'IBFD s'est beaucoup développé pour devenir l'une des principales autorités en matière de fiscalité internationale. 
Le logo de l'IBFD représente le Muiderpoort à Amstredam qui faisait partie de la fortification de la ville. C'est à l'intérieur de ce bâtiment qu'étaient situés les anciens bureaux de l'IBFD. 
L'IBFD est une fondation indépendante à but non lucratif qui emploie aujourd'hui plus de 70 chercheurs en droit fiscal spécialistes de plus de 30 nations différentes.

## Description
L'IBFD est une fondation indépendante et à but non lucratif qui participe à différentes activités : 
- Recherche scientifique dans le domaine de la fiscalité
- Information fiscale
- Éducation
- Consultation gouvernementale.

L'IBFD a actuellement des bureaux dans 4 pays sur 3 continents :
- Les Pays-Bas
- Les États-Unis
- La République populaire de Chine
- La Malaisie.

## Services
L'IBFD fournit une grande variété de services de haute qualité :
- Accès à des bases de données internationales sur la fiscalité de l'ensemble des nations,
- Des journaux et des livres généralistes et spécialisés dans le domaine de la fiscalité,
- Des solutions informatiques pour répondre à des solutions fiscales complexes,
- Des consultations gouvernementales pour aider les administrations fiscales à répondre à des problèmes de législations fiscales, d'organisation fiscale, de contrôle fiscal...
- Des Séminaires annuels pour les doctorants.
- Des partenariats avec les universités.

En outre, l'International tax academy est une école de droit fiscal offrant la possibilité de prendre des cours en ligne ou dans les locaux de l'IBFD.
La bibliothèque du centre de Amsterdam est réputée pour posséder la plus large collection de publications fiscales du monde. Cette collection couvre plus d'un siècle de documentation fiscale et presque l'ensemble des pays. La plupart de ces textes sont disponibles dans leur langue d'origine. La bibliothèque comprend près de 20 000 ouvrages, plus de 8 000 textes de lois et documents officiels et plus de 1 000 abonnements à des journaux, gazettes, bases de données informatiques et CD-ROM. 
L'IBFD est au service des sociétés multinationales, des gouvernements, des cabinets d'avocats et a eu l'occasion de travailler en relation avec de grandes institutions internationales telles que le Fonds monétaire international.